# Stanley (opera teatrale)
Stanley è un'opera teatrale della drammaturga britannica Pam Gems, debuttata a Londra nel 1996.

## Trama
Stanley Spencer fu un pittore britannico del XX secolo, che tentò di unire il sensuale al divino nel suoi lavori: nelle sue opere, le scene della Bibbia prendono vita nella campagna inglese, con i suoi amici e parenti nei ruoli di figure sacre. Spencer si sposò due volte, la prima con Hilda Carline, un'artista di talento che sacrificò la propria arte per la vita domestica, e la seconda con Patricia Preece, una lesbica incapace di amarlo.